# Lago Mackay
O Lago Mackay (em pitjantjatjara: Wilkinkarra) é o maior de centenas de lagos salgados efêmeros espalhados por toda a Austrália Ocidental  e pelo Território do Norte, na Austrália. A imagem de satélite documenta a aparência das partes secas do Grande Deserto Arenoso, do Deserto de Gibson e do Deserto de Tanami, na Austrália Ocidental. 
O lago é o maior da Austrália Ocidental, com superfície de 3494 quilômetros quadrados. Sua elevação varia entre 355 a 370 metros acima do nível médio do mar.

## Descrição
O Lago Mackay é o quarto maior lago da Austrália.  Mede aproximadamente 100 quilômetros (62 mi) nas direções leste-oeste e norte-sul. As áreas mais escuras do leito do lago são indicativas de alguma forma de vegetação desértica ou de algas, com alguma umidade nos solos do lago seco e nas elevações mais baixas, onde ocorre o acúmulo de água. Nesse ambiente árido, sais e outros minerais são transportados para a superfície através da ação capilar causada pela evaporação, produzindo assim a superfície refletora branca. Visíveis são várias colinas marrons espalhadas pela metade oriental do lago e cristas de areia leste-oeste orientadas ao sul do lago. 
Conhecido como Wilkinkarra pela população indígena local, o Lago Mackay aparece com destaque nas narrativas, denominadas Dreaming em inglês, do deserto ocidental . Os principais relatos mitológicos de suas origens podem ser agrupados em três temas distintos, todos contendo referências a um feroz incêndio que devastou a terra e formou o lago.
O explorador David Carnegie, em 1897, previu a existência do lago quando passou por ele a oeste, conforme citado em seu livro Spinifex and Sand: "Em 9 de maio, deixámos o poço em direção ao sul e logo estávamos entre os cumes, que continuaram pelos próximos dois dias. Na noite do dia 11, depois de contornar uma linha de falésias acidentadas, acampámos cerca de cinco quilômetros ao norte de uma colina muito proeminente, que chamei de Monte Webb, em homenagem a W.F. Webb, de Newstead Abbey, Nottinghamshire. Quando o sol nasceu naquela manhã, a miragem de um lago de tamanho aparentemente grande era visível a 90° do horizonte - isto é, do leste ao sul. Nem dos penhascos que contornámos, nem do Monte Webb, havia um lago visível, mas é mais do que provável que exista um grande lago salgado nesta localidade, possivelmente conectando, numa linha quebrada, o Lago White e o Lago Macdonald." Seu nome foi dado em homenagem a Donald George Mackay. 
O lago foi o berço da artista indígena Linda Syddick Napaltjarri e a também foi a área na qual o artista Ronnie Tjampitjinpa cresceu.

## Lugares homônimos
A localidade do Lago Mackay, no Território do Norte, cujos limites incluem o lago, recebeu seu nome em 2007.
Mackay Lacus, um dos lagos de Titã, um dos satélites de Saturno, recebeu seu nome em referência ao Lago Mackay.

## Galeria

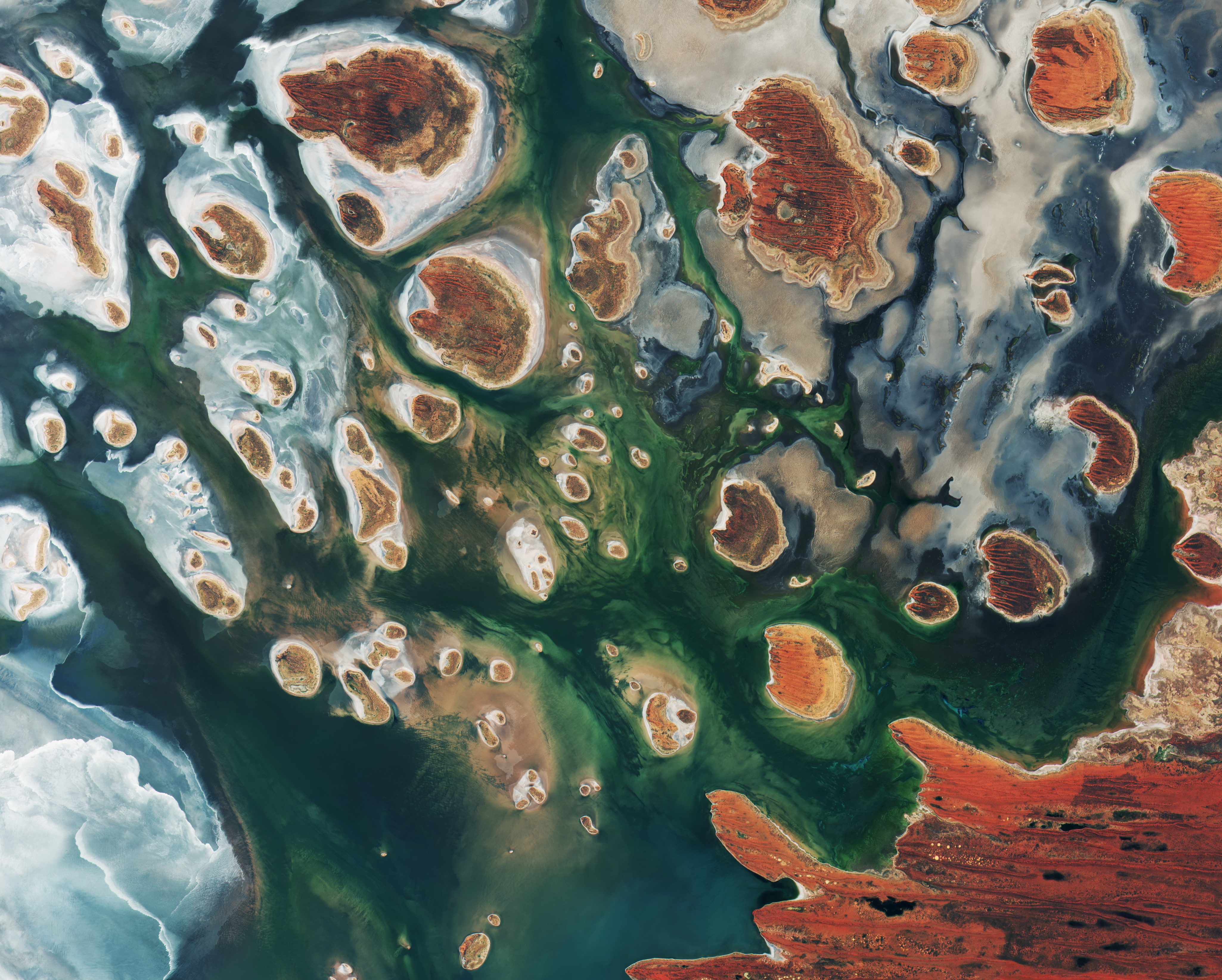
Fotografia do lago tirada por em 2017 pelo satélite Copernicus Sentinel-2B